# 呂貴
吕贵（1466年—？），字良之，浙江台州府临海县人，民籍，明朝政治人物。

## 生平
弘治十一年（1498年）戊午科浙江鄉試第五十五名舉人。弘治十二年（1499年）中式己未科會試第一百六十四名，三甲第二十九名進士。官宜黄知县，为政持大体，开释小过。会崇仁知縣分拨淮税，力言于巡撫林俊，得遵轻赉旧例，民咸德之。

## 家族
曾祖吕仲元；祖吕杲；父吕巨。母梅氏。永感下。